# Год хорошего ребёнка
«Год хорошего ребёнка» — художественный фильм 1991 года режиссёра Бориса Конунова, снятый по мотивам одноимённой книги Эдуарда Успенского и Элс де Грун.

## Сюжет
Советский школьник Рома Рогов ведёт переписку с голландской сверстницей Розалиндой Вилинг. Организация Единых Наций решает устроить в Жевене детский международный фестиваль «Год хорошего ребёнка», на котором от каждой страны будут выступать дети с выдающимися талантами. Розалинда попадает в делегацию от своей страны, поскольку хорошо разбирается в автоделе (так как её родители владеют салоном мотоциклов). Она сообщает об этом Роме в письме и предлагает ему тоже попытаться попасть на фестиваль, чтобы там встретиться. Рома не обладает талантами, которые могли бы сделать его «хорошим ребёнком», поэтому, по совету друзей, проглатывает мощный магнит, благодаря которому убеждает отборочную комиссию, что он обладает контролируемой силой мощного магнетизма. Одновременно на фестиваль в качестве почётного гостя отправляется Филипп, наследный принц маленького королевства Лихтенвайн, а так же банда преступников, возглавляемая бандитом Кирпичиано, которая хочет похитить Филиппа.     
В Жевене Розалинду не пускают к Роме в гостиницу из-за бюрократии, которую устроила его делегация. Сам Рома несколько раз сталкивается с Розалиндой, но не узнаёт её и поэтому заводит дружбу с Филиппом на фоне их любви к футболу. В знак дружбы мальчики решают обменяться своими футболками. Но по мере приближения своего выступления Рома начинает чувствовать вину за своё жульничество. Окончательно ему становится невмоготу уже на сцене за кулисами, потому что он видит с другой стороны сцены Филиппа и Розалинду (которые перед этим успели познакомиться). В итоге Рома отказывается выходить на сцену (как из-за чувства стыда, так и из-за того, что свойства магнита в нём к тому моменту уже иссякли, а новый кусок он проглотить не успел) и убегает. Тогда на сцену выпускают Филиппа.
Пока Рома сидит с магнитом за кулисами в размышлениях, туда же проникает со своей бандой Кирпичиано. Не зная о рокировке они принимают Рому за Филиппа (потому что он в его футболке, на которой государственный герб Лихтенвайна). В соответствии с их планом они вырубают в здании свет, что позволяет им вывести за его пределы Рому. Филипп и Розалинда первыми догадываются о похищении и бросаются вдогонку, в то время как сам Кирпичиано скоро тоже понимает, что ошибся. В итоге в какой-то момент Филипп и Розалинда догоняют банду и Филипп добровольно соглашается последовать дальше с Кирпичиано, а тот отпускает Рому, но теперь уже Рома с Розалиндой несутся за ними в погоню. Параллельно другие члены банды Кирпичиано по различным причинам отсеиваются и в финале он остаётся один вдвоём с Филиппом. Кирпичиано отпускает Филиппа, но напоследок тайком крадёт у него его династический перстень.

## В ролях
- Саша Лойе — Рома Рогов
- Настя Лаур — Розалинда Вилинг
- Серёжа Самолётов — Принц Филипп
- Лев Дуров — Кирпичиано
- Валентина Талызина — Сонька
- Семён Фарада — Туз
- Расми Джабраилов — Картошка
- Наталья Данилова — Федюшкина, мадам Карабас
- Виктор Борцов — Серый
- Владимир Литвинов — великий сыщик
- Лембит Ульфсак — папа Розалинды

## Производство

### Повесть
Фильм снят по мотивам одноимённой «комической повести» Эдуарда Успенского, написанной совместно с голландской писательницей Элс де Грун. Успенский и де Грун познакомились в Москве, куда она приехала в 1984 году в рамках культурного обмена и где она предложила написать совместный рассказ.

После одной из антивоенных демонстраций я почувствовала себя какой-то бессильной. Мы протестовали против установки у нас американских ракет. Но ракеты все равно установили. И тогда я поняла: неважно, где ты живешь — на Западе или на Востоке. У нас много общих проблем. И лучше их решать не по раздельности, а вместе. Я решила ехать в Москву. Меня пугали этой поездкой. Даже угрожали. Но я поехала. И не жалею. Здесь я встретилась с Эдуардом, которого знала по книгам. Нам очень захотелось, чтобы голландские дети больше узнали о советских детях, а советские — о голландских. А главное — чтобы они подружились.— Элс де Грун
Специально для участия в сочинении повести Успенский начал учить английский язык, но с Элс Де Грун общался и через переводчика Наталью Герасимову:

Через Наташу мы высказываем друг другу свои мысли по поводу сюжета и прочих коллизий повести. Потом Элс пишет свою часть по-голландски и сама переводит на английский. Я в это время пишу свою часть, разумеется, по-русски. Наташа же переводит с английского на русский то, что написала Элс, и с русского на английский то, что сочинил я. Далее Элс переводит мою часть на голландский и начинает идея в голову вносить свои поправки. А я вношу поправки в написанное ею. Затем мы вновь передаем все написанное Наташе и начинаем сочинять по новой.— Эдуард Успенский
Русская версия повести была впервые опубликована в журнале «Пионер», № 10-11 за 1988 год.

Как и обещал Эдуард Успенский, её прочтут на разных языках — английском, французском, голландском… Но первыми её прочтете вы, читатели «Пионера». И, конечно, по-русски. Она писалась в Голландии и под Москвой. Сразу на трех языках. Но написана она все же по-простоквашински. Вернее, по-нашенски — на языке всех детей мира. И в этом вы можете убедится сами.— Николай Ламм, из предисловия к повести, журнал «Пионер», № 10, 1988 год
Журналом «Огонёк» повесть была названа «занимательная, весёлая и в то же время поучительная». За повесть Элс де Грун и Эдуард Успенский были удостоены премии и диплома им. А. Гайдара. Отдельной книгой была издана в 1992 году совместно российским издательством «Лора» и белорусским издательством «Полифакт».

### Съёмки
Фильм снимался в трех странах — Финляндии, Германии, Чехословакии. Сценарий Успенский написал совместно с Мариной Собе-Панек, которая была членом организованного им литературного кружка при издательстве «Малыш». Успенский лично заявил Госкино, что сценарий он будет писать только в соавторстве с ней, а иначе не продаст права на экранизацию. Более того, ему даже удалось убедить Элс де Грун, что именно с Собе-Панек ему удастся написать хороший сценарий по их книге. За сценарий Госкино заплатило 22 тысячи советских рублей на двоих — 11 тысяч Успенскому, 11 тысяч — Собе-Панек. Успенский от своей доли отказался, из-за чего все 22 тысячи получила одна Собе-Панек. 
Распад СССР полностью сорвал советскую премьеру: сначала было ликвидировано Госкино, а затем в неизвестном направлении исчез продюсер фильма, предварительно забрав с собой сам фильм. Однако, через некоторое время фильм начал распространяться в Москве на пиратских VHS-кассетах. Собе-Панек пыталась подбить Успенского на то, чтобы прекратить это, но Успенский отказался, заявив, что это единственный теперь способ открыть фильм для массового зрителя. В итоге на сегодняшний день доступна лишь версия фильма, сделанная на низкокачественной VHS-кассете, и она же транслировалась в разное время по телевидению.

## Критика
Фильм сделан по книге Л.Успенского и, видимо, будет интересен не только детям, но и их родителям, благодаря занимательному приключенческому сюжету. Но раз приключения, то, значит, похищения, погони (даже на воздушном шаре). Все это сдобрено хорошей порцией сатиры, ибо авторы в картине высмеивают и советских чекистов, и сотрудников Интерпола, выполняющих свои обязанности чересчур неуклюже и непрофессионально (в полном соответствии с природой комического). В фильме заняты, наряду с маленькими исполнителями, известные киноактеры— Л.Дуров, С. Фарада, В.Талызина. Режиссура Б.Конунова все же смахивает на известные образцы такого рода кинопостановок.— журнал «Вестник», 1997 год